# Coreoperca loona
Coreoperca loona är en fiskart som först beskrevs av Wu, 1939.  Coreoperca loona ingår i släktet Coreoperca och familjen Percichthyidae. Inga underarter finns listade i Catalogue of Life.